# Meloboris benevola
Meloboris benevola là một loài tò vò trong họ Ichneumonidae.